# Rafael Severo Refatti
Rafael Severo Refatti (Quaraí, 16 novembre 1977) è un ex calciatore brasiliano, di ruolo attaccante.

## Carriera
Inizia la carriera giocando nel 1998 nel 15 de Novembro, in Brasile. Successivamente passa al Rentistas, con cui tra 1998 e 1999 gioca nella massima serie uruguaiana; milita in Uruguay anche con Frontera Rivera e Tacuarembo, con cui tra 2000 e 2001 è nuovamente in massima serie. Nel 2001 si trasferisce in Europa, firmando un contratto con la Reggiana, squadra italiana di Serie C1: nel corso della stagione 2001-2002 gioca 8 partite e segna 2 gol con i granata nel campionato di terza serie, che si conclude con la salvezza del club ai play-out. Rimane in Italia anche nel corso della stagione 2002-2003, nella quale dopo aver giocato una partita nel campionato di Serie C2 con la maglia del Trento si trasferisce ai veneti del Conegliano, con cui realizza 5 reti in 19 presenze nel campionato di Serie D.
A fine stagione torna in Sudamerica, per giocare nel 2004 con gli ecuadoregni del LDU Portoviejo; termina comunque la stagione 2003-2004 nuovamente in Italia, giocando 2 partite nel campionato di Serie D con il Chioggia Sottomarina. Dopo l'esperienza con la squadra veneziana torna in Ecuador, questa volta per militare nella massima serie locale con l'LDU Loja. Nella stagione 2005-2006 gioca invece ancora in Serie D, questa volta nel Cervia (diventando nell'occasione anche uno dei protagonisti del reality show Campioni, il sogno): con i romagnoli segna 4 reti in 15 presenze in campionato, per poi giocare nuovamente in Ecuador all'LDU Loja nel 2006. Nella stagione 2006-2007 torna al Chioggia Sottomarina, con la cui maglia realizza 3 reti in 23 presenze in Serie D; nella stagione 2007-2008 e nella stagione 2008-2009 è invece nuovamente al Cervia, con cui gioca 2 campionati consecutivi in Eccellenza. Nel 2009 torna invece al Tacuarembo, con cui mette a segno 5 reti in 13 presenze nella massima serie uruguaiana. Torna poi in patria, giocando 2 partite in Série D (la quarta serie brasiliana) con il Pelotas nel 2010. Nel 2011 dopo aver giocato nell'Avenida passa al Gremio Barueri, per poi giocare negli anni seguenti in varie squadre delle serie minori brasiliane.

## Palmarès

### Club

#### Competizioni statali
- Campeonato Gaúcho Divisão de Acesso: 1

Ypiranga-RS: 2014